# Greatest Hits (album de Biz Markie)
Pour les articles homonymes, voir Greatest Hits.
Albums de Biz Markie
The Best of Cold Chillin'
(2000) Weekend Warrior
(2003)
Greatest Hits est une compilation de Biz Markie, sortie le 7 mai 2002.

## Liste des titres
| No  | Titre                               | Durée |
| --- | ----------------------------------- | ----- |
| 1.  | Biz Dance, Pt. 1                    | 3:41  |
| 2.  | Nobody Beats the Biz                | 5:04  |
| 3.  | Biz Is Goin' Off                    | 4:51  |
| 4.  | Vapors                              | 4:33  |
| 5.  | I Hear Music                        | 3:49  |
| 6.  | What Comes Around Goes Around       | 4:06  |
| 7.  | Pickin' Boogers                     | 4:40  |
| 8.  | Make the Music With Your Mouth, Biz | 5:16  |
| 9.  | Just a Friend                       | 4:01  |
| 10. | Spring Again                        | 4:08  |
| 11. | Young Girl Bluez                    | 4:09  |
| 12. | Studda Step                         | 4:03  |
| 13. | Busy Doing Nuthin'                  | 3:54  |
| 14. | Turn tha Party Out                  | 3:23  |